# Крістіна Горіатопулос
Крістіна Горіатопулос (англ. Christina Horiatopoulos; нар. 19 листопада 1983) — колишня австралійська тенісистка.
Найвищу одиночну позицію світового рейтингу — 326 місце досягла 25 листопада 2002, парну — 126 місце — 26 лютого 2007 року.
Здобула 8 парних титулів туру ITF.
Завершила кар'єру 2008 року.

## Фінали ITF

### Одиночний розряд (0–1)
| Легенда         |
| --------------- |
| турніри $75,000 |
| турніри $50,000 |
| турніри $25,000 |
| турніри $10,000 |

| Фінали за покриттям |
| ------------------- |
| Тверде (0–1)        |
| Ґрунт (0–0)         |
| Трава (0–0)         |
| Килим (0–0)         |

| Результат | Ранг | Дата          | Турнір              | Покриття | Суперниця | Рахунок  |
| --------- | ---- | ------------- | ------------------- | -------- | --------- | -------- |
| Поразка   | 1.   | 9 червня 2002 | ITF Торонто, Канада | Тверде   | Беєр Ко   | 2–6, 2–6 |

### Парний розряд (8–8)
| Легенда         |
| --------------- |
| турніри $75,000 |
| турніри $50,000 |
| турніри $25,000 |
| турніри $10,000 |

| Фінали за покриттям |
| ------------------- |
| Тверде (3–3)        |
| Ґрунт (4–2)         |
| Трава (0–2)         |
| Килим (1–1)         |

| Результат | Ранг | Дата              | Турнір                         | Покриття | Партнерка      | Суперниці                         | Рахунок            |
| --------- | ---- | ----------------- | ------------------------------ | -------- | -------------- | --------------------------------- | ------------------ |
| Перемога  | 1.   | 16 червня 2002    | ITF Торонто, Канада            | Тверде   | Лорен Чанґ     | Даяна Сребровіч Александра Возняк | 6–3, 6–1           |
| Перемога  | 2.   | 1 липня 2002      | ITF Амстердам, Нідерланди      | Ґрунт    | Аманда Огастус | Ленка Шнайдрова Івана Вишич       | 7–6(7–4), 6–4      |
| Поразка   | 1.   | 8 липня 2002      | ITF Філікстоу, Велика Британія | Трава    | Сара Стоун     | Аманда Огастус Ніколь Сьюелл      | 6–7(5–7), 4–6      |
| Поразка   | 2.   | 28 лютого 2005    | ITF Воррнамбул, Австралія      | Трава    | Лусія Ґонсалес | Kim Hea-mi Таґуті Кейко           | 6–7(7–9), 5–7      |
| Поразка   | 3.   | 18 квітня 2005    | ITF Ямаґуті, Японія            | Ґрунт    | Ліса Д'Амеліо  | Макі Арай Їдзіма Куміко           | 3–6, 6–7(6–8)      |
| Поразка   | 4.   | 13 листопада 2005 | ITF Порт-Пірі, Австралія       | Тверде   | Монік Адамчак  | Грета Арн Суніта Рао              | 4–6, 6–3, 2–6      |
| Перемога  | 3.   | 17 березня 2006   | ITF Канберра, Австралія        | Ґрунт    | Монік Адамчак  | Ліенн Бейкер Ніколь Кріз          | 7–6(7–4), 6–1      |
| Перемога  | 4.   | 16 квітня 2006    | ITF Патри, Греція              | Тверде   | Ярміла Вулф    | Мервана Югич-Салкич Яна Левченко  | 6–1, 6–4           |
| Перемога  | 5.   | 23 квітня 2006    | ITF Бол, Хорватія              | Ґрунт    | Зара Раб       | Йосипа Бек Ані Міячика            | 5–7, 7–6(7–5), 7–5 |
| Поразка   | 5.   | 30 квітня 2006    | ITF Цавтат, Хорватія           | Ґрунт    | Кароліне Мас   | Тіна Обреж Аня Прислан            | w/o                |
| Поразка   | 6.   | 14 травня 2006    | ITF Фукуока, Японія            | Килим    | Ліенн Бейкер   | Латіша Чжань Чжуан Цзяжун         | 1–6, 2–6           |
| Перемога  | 6.   | 4 червня 2006     | ITF Ґумма, Японія              | Килим    | Труді Мусгрейв | Такемура Рьоко Йонемура Акіко     | 6–1, 5–7, 6–2      |
| Перемога  | 7.   | 10 Лип 2006       | ITF Ле-Туке, Франція           | Ґрунт    | Шарлен Ваннест | Лінн Блау Констанс Сібій          | 6–0, 6–0           |
| Поразка   | 7.   | 29 липня 2006     | ITF Ле-Контамін, Франція       | Тверде   | Кароліне Мас   | Катаріна Феррейра Лаура Зігемунд  | 4–6, 6–2, 5–7      |
| Перемога  | 8.   | 8 жовтня 2006     | ITF Траралґон, Австралія       | Тверде   | Ракел Атаво    | Кейсі Деллаква Суніта Рао         | 6–2, 7–6(7–5)      |
| Поразка   | 8.   | 19 листопада 2006 | ITF Порт-Пірі, Австралія       | Тверде   | Ніколь Кріз    | Наталі Грандін Ракел Атаво        | 2–6, 1–6           |